# Calciatore sudamericano dell'anno 1976
Il premio di calciatore sudamericano dell'anno per il 1976 fu assegnato a Elías Figueroa, calciatore cileno dell'Internacional.

## Classifica
| Pos. | Calciatore        | Naz.      | Club            |
| ---- | ----------------- | --------- | --------------- |
| 1.   | Elías Figueroa    | Cile      | Internacional   |
| 2.   | Zico              | Brasile   | Flamengo        |
| 3.   | Rivelino          | Brasile   | Fluminense      |
| 4.   | Hugo Gatti        | Argentina | Boca Juniors    |
| 5.   | Luís Pereira      | Brasile   | Atlético Madrid |
| 6.   | Fernando Morena   | Uruguay   | Peñarol         |
| 7.   | Norberto Alonso   | Argentina | River Plate     |
| 7.   | Daniel Passarella | Argentina | River Plate     |
| 7.   | Paulo César Caju  | Brasile   | Fluminense      |
| 10.  | Leivinha          | Brasile   | Atlético Madrid |